# 訃報 2012年6月
訃報 2012年6月（ふほう 2012ねん6がつ）では、2012年6月に物故した、又は物故が報じられた人物についてまとめる。

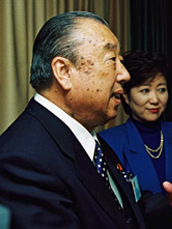
橘康太郎／6月1日没

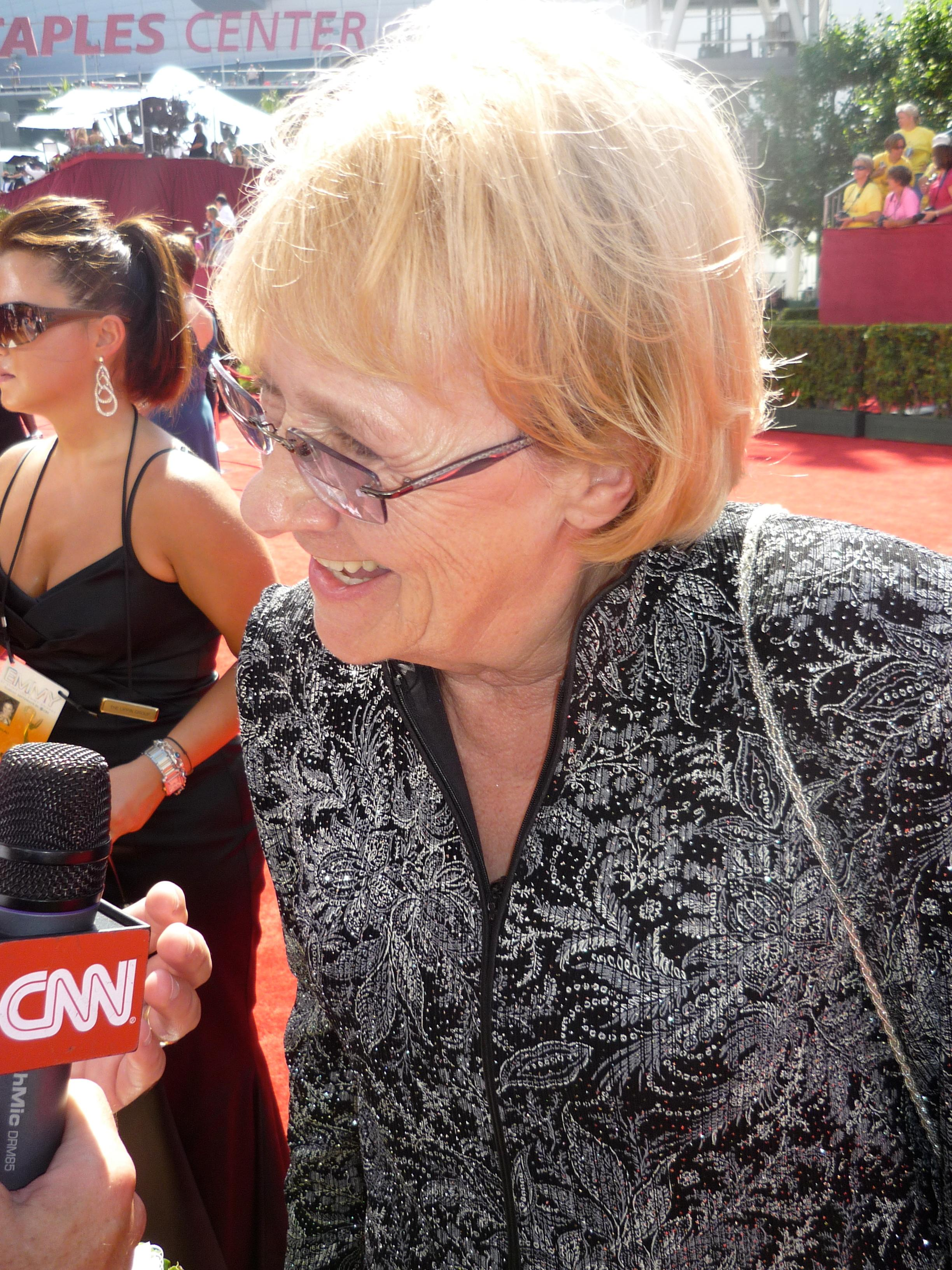
キャスリン・ジューステン／6月2日没

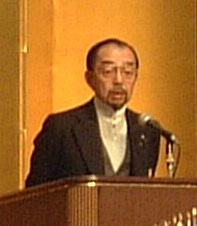
寬仁親王／6月6日没

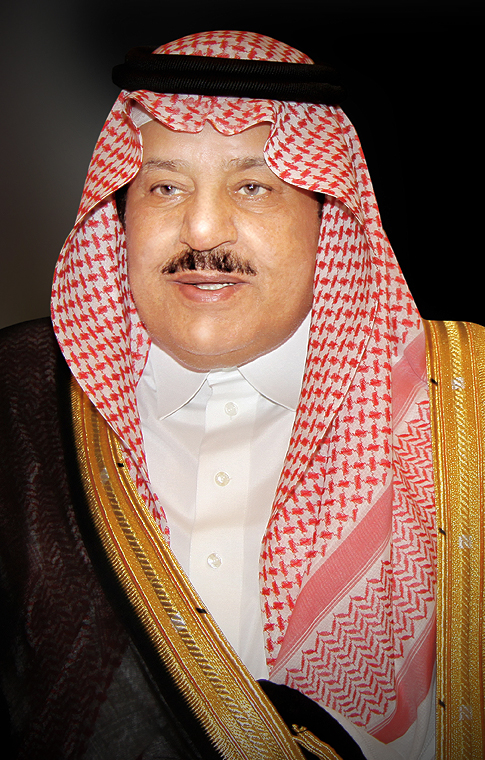
ナエフ・ビン・アブドゥルアズィーズ／6月16日没

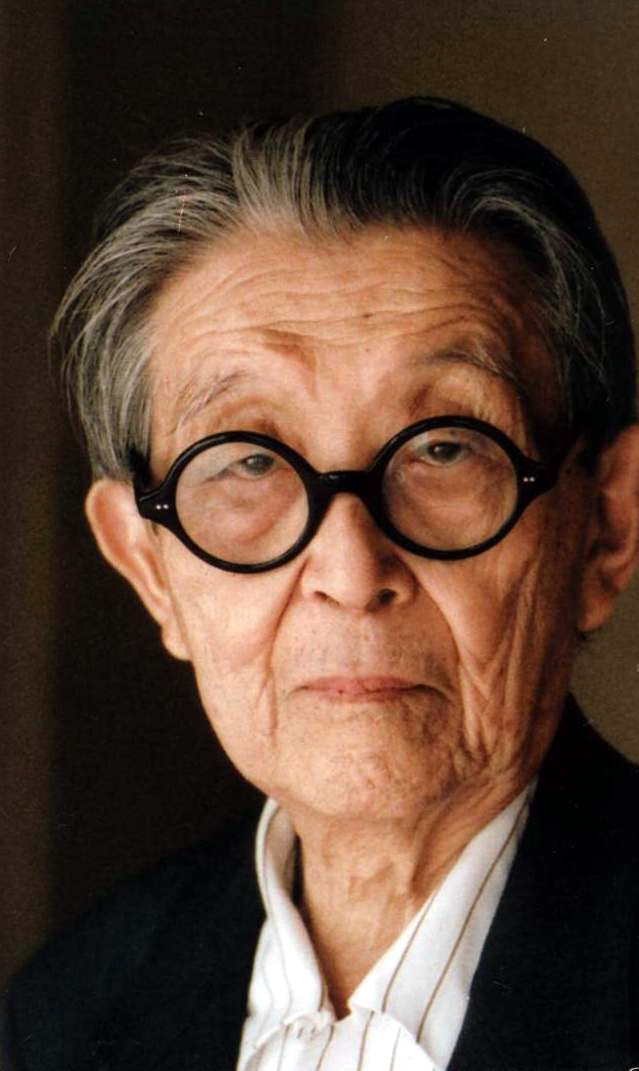
横道萬里雄／6月20日没

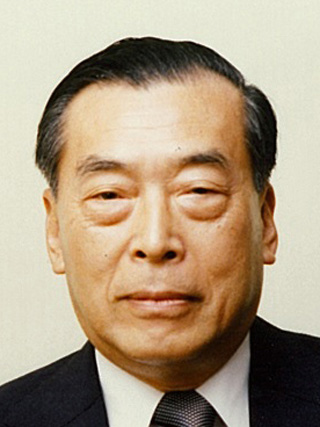
団藤重光／6月25日没

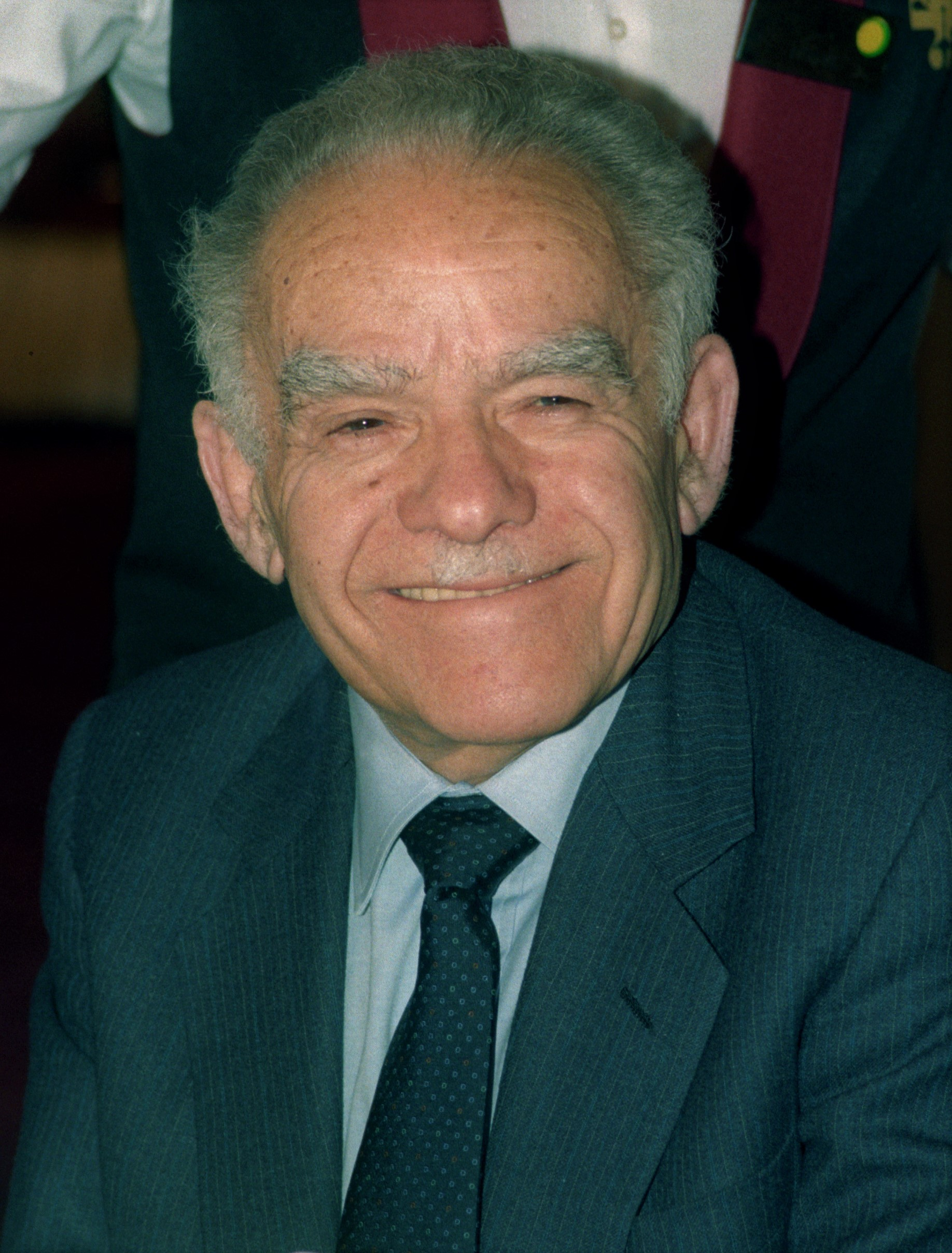
イツハク・シャミル／6月30日没

## 1日 - 15日
- 6月1日 - 髙木孝一、日本の政治家、元福井県敦賀市長、元福井県議会議員（* 1918年）[1]
- 6月1日 - 新延輝雄、日本の画家（洋画）、日展参与（* 1922年）[2]
- 6月1日 - 橘康太郎、日本の政治家、元自由民主党衆議院議員（* 1934年）[3]
- 6月1日 - 内記稔夫、日本の実業家、現代マンガ図書館館長（* 1937年）[4]
- 6月2日 - 武田節子、日本の政治家、元公明党参議院議員 （* 1924年）[5]
- 6月2日 - 松波昭二、日本の実業家、読売新聞大阪本社社友、元読売テレビ報道局次長（* 1926年?）[6]
- 6月2日 - キャスリン・ジューステン、アメリカ合衆国の女優（* 1939年）[7]
- 6月3日 - ロイ・サルヴァドーリ（英語版）、イギリスの元F1ドライバー（* 1922年）[8]
- 6月3日 - 宮田達男、日本の脚本家 （* 1928年）[9]
- 6月4日 - 山口軍治、日本の実業家、エスライン会長 （* 1928年?）[10]
- 6月4日 - ジョニー吉長、日本のドラマー （* 1949年）[11]
- 6月5日 - 真鍋呉夫、日本の作家、文筆家、俳人（* 1920年）[12]
- 6月5日 - 長嶋作造、日本の人形師（* 1923年）[13]
- 6月5日 - ハル・ケラー（英語版）、アメリカ合衆国の元メジャーリーグベースボール選手【ワシントン・セネタース所属】、シアトル・マリナーズ元ゼネラルマネジャー（* 1928年）[14]
- 6月5日 - 岸香織、日本の元女優、宝塚歌劇団45期生、同劇団公演編成会議議員（* 1939年）[15]
- 6月5日 - 西川扇左寿郎、日本の舞踊家、日本舞踊西川流常任理事（* 1941年）[16]
- 6月6日 - レイ・ブラッドベリ、アメリカ合衆国の小説家（* 1920年）[17]
- 6月6日 - 寬仁親王、日本の皇族、日本・トルコ協会総裁（* 1946年）[18]
- 6月7日 - 原口庄輔、日本の言語学者、筑波大学名誉教授（* 1943年）[19]
- 6月7日 - ボブ・ウェルチ、アメリカ合衆国の音楽家、元フリートウッド・マックのメンバー（* 1945年）[20]
- 6月7日 - マヌエル・プレシアード、スペインの元サッカー選手、サッカー指導者（* 1957年）[21]
- 6月7日 - アービド・ハーミド・マフムード、イラクの元軍人、元サッダーム・フセインの個人秘書（* 1957年）[22]
- 6月8日 - 赤江瀑、日本の小説家（* 1933年）[23]
- 6月9日 - 深瀬昌久、日本の写真家（* 1934年）[24]
- 6月10日 - 渡辺季彦、日本のヴァイオリン教師、渡辺茂夫の養父（* 1909年）[25]
- 6月10日 - 島津雅男、日本の元野球選手、元学習院大学野球部監督（* 1914年?）[26]
- 6月10日 - 南野信吾、日本の音楽プロデューサー（* 1970年）[27]
- 6月11日 - アン・ラザフォード（英語版）、アメリカ合衆国の女優、『風と共に去りぬ』のキャリーン・オハラ役（* 1917年）[28]
- 6月11日 - 小林幸雄、日本の実業家、北海道テレビ放送社長（* 1920年?）[29]
- 6月11日 - 原田正純、日本の医師、水俣病研究者（* 1934年）[30]
- 6月11日 - テオフィロ・ステベンソン、キューバの元アマチュアボクシング選手（* 1952年）[31]
- 6月12日 - 浅野正、日本の俳人（* 1913年?）[32]
- 6月12日 - パイーニョ、スペインの元サッカー選手【レアル・マドリード所属】（* 1923年）[33]
- 6月12日 - 長谷川正明、日本の実業家、人形劇団プーク元代表（* 1925年?）[34]
- 6月12日 - 林家染三、日本の落語家（* 1926年）[35]
- 6月12日 - 河野俊二、日本の実業家、元東京海上火災保険社長、元日本損害保険協会会長（* 1927年）[36]
- 6月12日 - エリノア・オストロム、アメリカ合衆国の政治学者、経済学者、インディアナ大学教授、2009年度ノーベル経済学賞受賞者 （* 1933年）[37]
- 6月12日 - ヘンリー・ヒル、アメリカ合衆国のギャングスター、映画『グッドフェローズ』のモデル（* 1943年）[38]
- 6月12日 - 日隅一雄、日本の弁護士、元産経新聞記者（* 1963年）[39]
- 6月13日 - ロジェ・ガロディ、フランスの哲学者、ホロコースト否認論者（* 1913年）[40]
- 6月13日 - ウィリアム・ノールズ、アメリカ合衆国の化学者、2001年度ノーベル化学賞受賞者（* 1917年）[41]
- 6月13日 - メフディ・ハッサン（英語版）、パキスタンの歌手（* 1927年）[42]
- 6月13日 - 畑中純、日本の漫画家、版画家、東京工芸大学教授（* 1950年）[43]
- 6月14日 - 三世坂口平兵衛、日本の実業家。坂口合名会社・代表社員会長（* 1930年）[44]
- 6月14日 - 小寺重孝、日本の実業家、日本モンキーセンター付属博物館世界サル類動物園園長（* 1934年?）[45]
- 6月15日 - ギュンター・ドメニク（ドイツ語版）、オーストリアの建築家、ニュルンベルクにある（ナチスの）党大会会場・記録センター（ドイツ語版）などの設計者（* 1934年）[46]
- 6月15日 - ジョージ・カー、ジャマイカの陸上競技選手（* 1937年）[47]
- 6月15日 - 伊藤エミ、日本の歌手、女性デュオ『ザ・ピーナッツ』の姉（* 1941年）[48]

## 16日 - 30日
- 6月16日 - 中谷五秋、日本の俳人（* 1927年）[49]
- 6月16日 - ナエフ・ビン・アブドゥルアズィーズ、サウジアラビアの王太子（* 1934年）[50]
- 6月17日 - 大工原章、日本のアニメーター（* 1917年）[51]
- 6月17日 - ロドニー・キング、アメリカ合衆国の黒人男性、ロス暴動の契機となったロドニー・キング事件の被害者（* 1965年）[52]
- 6月17日 - マルセル・エンゲルス、ドイツのレーシングドライバー（* 1981年?）[53]
- 6月18日 - ジュディス・ウォーラースタイン、アメリカ合衆国の心理学者（* 1921年）[54]
- 6月18日 - ラルフ・ウェンゼル、アメリカ合衆国の元アメリカンフットボール選手（* 1943年）[55]
- 6月19日 - リチャード・リンチ、アメリカ合衆国の俳優（* 1936年）[56]
- 6月20日 - 横道萬里雄、日本の能の研究者・演出家（* 1916年）[57]
- 6月20日 - リロイ・ニーマン（英語版）、アメリカ合衆国のスポーツ・イラストレーター（* 1921年）[58]
- 6月20日 - アンドリュー・サリス、アメリカ合衆国の映画批評家（* 1928年）[59]
- 6月20日 - 宮下秀一、日本の実業家、リソー教育社長（* 1953年）[60]
- 6月21日 - 大場松魚、日本の漆芸家、蒔絵の人間国宝（* 1916年）[61]
- 6月21日 - 櫻井良文、日本の工学者。大阪大学名誉教授、大阪工業大学名誉教授、摂南大学名誉教授（* 1921年）[62]
- 6月21日 - 目黒今朝次郎、日本の政治家、元日本社会党参議院議員（* 1921年）[63]
- 6月23日 - 峰岸明、日本の国語学者、横浜国立大学名誉教授（* 1935年）[64]
- 6月23日 - ブリジット・エンゲラー、フランスのピアニスト（* 1952年）[65]
- 6月24日 - 永畑道子、日本の女性史家、ノンフィクション作家（* 1930年）[66]
- 6月24日 - 小木曽美和子、日本の反原子力発電所運動家、高速増殖炉もんじゅ訴訟元原告団事務局長（* 1935年）[67]
- 6月24日 - 小崎千鶴子、日本の政治家、高知市議会議長、公明党県本部副代表（* 1942年）[68]
- 6月24日 - ミキ・ロケ、スペインのサッカー選手【レアル・ベティス所属】（* 1988年）[69]
- 6月25日 - 団藤重光、日本の法学者、元最高裁判所裁判官（* 1913年）[70]
- 6月26日 - アン・カーティス、アメリカ合衆国の競泳選手（* 1926年）[71]
- 6月26日 - ノーラ・エフロン、アメリカ合衆国の脚本家、映画監督（* 1941年）[72]
- 6月26日 - 塚越孝、日本の元アナウンサー【ニッポン放送、フジテレビ所属】（* 1955年）[73]
- 6月27日 - 高村章子、日本の声優（* 1922年）[74]
- 6月27日 - 今井杏太郎、日本の俳人（* 1928年）[75]
- 6月28日 - 小野ヤスシ、日本のタレント、俳優（* 1940年）[76]
- 6月28日 - 帯刀孝則、日本の実業家、イエローキャブ社長（* 1953年）[77]
- 6月29日 - 地井武男、日本の俳優（* 1942年）[78]
- 6月30日 - イツハク・シャミル、イスラエルの政治家、第8・10代イスラエル首相（* 1915年）[79]
- 6月30日 - アンジェロ・マンジャロッティ、イタリア共和国出身の建築家、工業デザイナー（* 1921年）[80]